# Biloglinka (Crimea)
|  | Per a altres significats, vegeu «Beloglinka». |

Biloglinka (en (ucraïnès): Білоглинка) és un poble de la República Autònoma de Crimea a Ucraïna, que el 2014 tenia 1.989 habitants. Pertany al districte de Simferòpol.